# 廖篤材
廖笃材（1786年—1850年），号介眉，广东永安县（今紫金县）琴江都龙窝约桂山村人。清朝官员。

## 生平
道光元年（1821年）辛巳科举人，道光三年（1823年）癸未科进士。道光十年（1830年）任广东雷州府儒学教授。

## 墓葬
廖笃材墓在龙窝镇桂山村，民国年间重修，占地约350平方米。1987年入选紫金县文物保护单位。